# Fredede bygninger i Stevns Kommune
Denne liste over fredede bygninger i Stevns Kommune viser alle fredede bygninger i Stevns Kommune, bortset fra kirker. Listen bygger på data fra Kulturarvsstyrelsen.
| Sagsnavn                                   | Komplekstype            | Opførelsesår | Adresse                             | Koordinater                                   | Fredningsår (1. fredning) | ID (Link til Kulturarv.dk) | Billede     |
| ------------------------------------------ | ----------------------- | ------------ | ----------------------------------- | --------------------------------------------- | ------------------------- | -------------------------- | ----------- |
| Andreassens Hospital                       |                         | 1777         | Borgergade 11, 4672 Klippinge       | 55°22′01″N 12°20′22″Ø / 55.36695°N 12.33935°Ø |                           | 336-5503-1                 | Upload foto |
| Betjentboligen (tidl.)                     |                         | 1760         | Slotsgade 10, 4600 Køge             | 55°24′04″N 12°12′37″Ø / 55.40104°N 12.21029°Ø |                           | 336-3198-1                 | Upload foto |
| Betjentboligen (tidl.)                     |                         | 1860         | Slotsgade 10, 4600 Køge             | 55°24′04″N 12°12′37″Ø / 55.40104°N 12.21029°Ø |                           | 336-3198-2                 | Upload foto |
| Den gamle Præstegård                       |                         | 1760         | Slotsgade 12, 4600 Køge             | 55°24′03″N 12°12′38″Ø / 55.40081°N 12.21043°Ø |                           | 336-3199-1                 | Upload foto |
| Den tidl. sparekasse                       |                         | 1925         | Algade 11, 4660 Store Heddinge      | 55°18′37″N 12°23′21″Ø / 55.31033°N 12.38918°Ø |                           | 336-5113-1                 | Upload foto |
| Druebjerggård                              |                         | 1907         | Tåstrupvej 31, 4672 Klippinge       | 55°20′09″N 12°17′06″Ø / 55.33587°N 12.28499°Ø |                           | 336-8736-5                 | Upload foto |
| Gjorslev                                   | Slottet                 | 1390         | Gjorslevvej 20, 4660 Store Heddinge | 55°21′14″N 12°22′51″Ø / 55.35400°N 12.38073°Ø |                           | 336-6035-1                 | Upload foto |
| Gjorslev                                   |                         | 1638         | Gjorslevvej 20, 4660 Store Heddinge | 55°21′14″N 12°22′51″Ø / 55.35400°N 12.38073°Ø |                           | 336-6035-10                | Upload foto |
| Gjorslev                                   |                         | 1638         | Gjorslevvej 20, 4660 Store Heddinge | 55°21′14″N 12°22′51″Ø / 55.35400°N 12.38073°Ø |                           | 336-6035-11                | Upload foto |
| Juellinge                                  | Hovedbygning            | 1675         | Juellingevej 2, 4653 Karise         | 55°18′07″N 12°14′05″Ø / 55.30198°N 12.23481°Ø |                           | 336-6673-1                 | Upload foto |
| Juellinge                                  | Ladebygning             | 1677         | Juellingevej 2, 4653 Karise         | 55°18′07″N 12°14′05″Ø / 55.30198°N 12.23481°Ø |                           | 336-6673-2                 | Upload foto |
| Juellinge                                  |                         | 1927         | Juellingevej 2, 4653 Karise         | 55°18′07″N 12°14′05″Ø / 55.30198°N 12.23481°Ø |                           | 336-6673-3                 | Upload foto |
| Kroen                                      |                         | 1780         | Slotsgade 1, 4600 Køge              | 55°24′04″N 12°12′39″Ø / 55.40100°N 12.21073°Ø |                           | 336-3192-1                 | Upload foto |
| Lille Heddinge Rytterskole                 |                         | 1750         | Ryttervej 2, 4673 Rødvig Stevns     | 55°16′25″N 12°23′22″Ø / 55.27350°N 12.38940°Ø |                           | 336-8399-1                 | Upload foto |
| Lægeboligen                                |                         | 1760         | Slotsgade 9, 4600 Køge              | 55°24′00″N 12°12′37″Ø / 55.39988°N 12.21019°Ø |                           | 336-3197-1                 | Upload foto |
| Lægeboligen                                |                         |              | Slotsgade 9, 4600 Køge              | 55°24′00″N 12°12′37″Ø / 55.39988°N 12.21019°Ø |                           | 336-3197-3                 | Upload foto |
| Magleby Kirkelade, Lindencrones Stiftelse  |                         | 1777         | Kirkevænget 2, 4672 Klippinge       | 55°21′48″N 12°20′16″Ø / 55.36321°N 12.33779°Ø |                           | 336-6824-1                 | Upload foto |
| Stevns Fyr                                 |                         |              | Fyrvej 2, 4660 Store Heddinge       | 55°17′26″N 12°27′12″Ø / 55.29054°N 12.45339°Ø |                           | 336-5968-1                 | Upload foto |
| Stevns Fyr                                 |                         |              | Fyrvej 2, 4660 Store Heddinge       | 55°17′26″N 12°27′12″Ø / 55.29054°N 12.45339°Ø |                           | 336-5968-2                 | Upload foto |
| Stiftskontoret, Den gamle Kantorbolig      |                         | 1760         | Slotsgade 3, 4600 Køge              | 55°24′03″N 12°12′38″Ø / 55.40084°N 12.21067°Ø |                           | 336-3193-1                 | Upload foto |
| Stiftskontoret, Den gamle Kantorbolig      |                         |              | Slotsgade 3, 4600 Køge              | 55°24′03″N 12°12′38″Ø / 55.40084°N 12.21067°Ø |                           | 336-3193-2                 | Upload foto |
| Store Heddinge Præstegård                  |                         | 1750         | Kirketorvet 7, 4660 Store Heddinge  | 55°18′47″N 12°23′27″Ø / 55.31303°N 12.39085°Ø |                           | 336-6789-1                 | Upload foto |
| Ting- og Arresthuset                       |                         |              | Algade 8, 4660 Store Heddinge       | 55°18′35″N 12°23′21″Ø / 55.30963°N 12.38917°Ø |                           | 336-5109-1                 | Upload foto |
| Trines Hus                                 |                         | 1777         | Tåstrupvej 33, 4672 Klippinge       | 55°20′09″N 12°17′08″Ø / 55.33580°N 12.28561°Ø |                           | 336-8734-1                 | Upload foto |
| Vallø Adelige Stift, inkl. Det Hvide Stift |                         | 1586         | Slotsgade 4, 4600 Køge              | 55°24′08″N 12°12′40″Ø / 55.40225°N 12.21102°Ø |                           | 336-3194-1                 | Upload foto |
| Vallø gamle Præstegård                     |                         | 1780         | Branddamsvej 1, 4600 Køge           | 55°23′55″N 12°14′09″Ø / 55.39867°N 12.23576°Ø |                           | 336-384-1                  | Upload foto |
| Vallø gamle Præstegård                     |                         | 1780         | Branddamsvej 1, 4600 Køge           | 55°23′55″N 12°14′09″Ø / 55.39867°N 12.23576°Ø |                           | 336-384-2                  | Upload foto |
| Vallø gamle Præstegård                     |                         | 1780         | Branddamsvej 1, 4600 Køge           | 55°23′55″N 12°14′09″Ø / 55.39867°N 12.23576°Ø |                           | 336-384-3                  | Upload foto |
| Vallø gamle Præstegård                     |                         | 1780         | Branddamsvej 1, 4600 Køge           | 55°23′55″N 12°14′09″Ø / 55.39867°N 12.23576°Ø |                           | 336-384-4                  | Upload foto |
| Østervang                                  | Gårdsmedje og maltkølle |              | Broveshøjvej 19, 4673 Rødvig Stevns | 55°16′24″N 12°23′39″Ø / 55.27341°N 12.39418°Ø |                           | 336-10244--1               | Upload foto |